# Blas Lázaro Ibiza
Blas Sebastián Joaquín Miguel Antonio Lázaro e Ibiza (Madrid, 20 de enero de 1858-Madrid, 29 de febrero de 1921) fue un profesor, farmacéutico, botánico, micólogo, y algólogo español.

## Biografía
Cursa sus estudios de farmacia en la Universidad Central, obteniendo la licenciatura, y en 1882, el doctorado; y estudia Ciencias Naturales, obteniendo en 1888, el Doctorado. Entre 1880 a 1885 fue profesor de Institución Libre de Enseñanza (ILE). A partir de 1882, fue ayudante interino del Real Jardín Botánico de Madrid. Y desde 1890 es catedrático auxiliar de Botánica Descriptiva de la Facultad de Farmacia de la Universidad Central; y por oposición, pasa a catedrático en 1892, permaneciendo hasta su deceso.

## Publicaciones
- 1882. Distribución geográfica de las columníferas de la Península Ibérica. Resumen de los trabajos verificados por la Sociedad Linneana Matritense durante el año de 1881, Madrid, p. 25-33 + 1 mapa

Libros
- Resumen de los trabajos verificados por la Sociedad Linneana Matritense durante el año 1878 leído en la sesión inaugural de 1879. Ed. Imprenta y Librería de Moya y Plaza. 1879. 38 pp.
- Blas Lázaro é Ibiza, Tomás Andrés y Tubilla. Revista crítica de las malváceas españolas. 1881. 38 pp.
- Botánica descriptiva: Compendio de la flora española. 1896
- Compendio de la Flora Española. Madrid, 1896, 1906, 1920
- Manuales Soler - Plantas Medicinales. 1900. 200 pp.

## Honores
En 1878 fue cofundador de la "Sociedad Linneana Matritense". En 1901 es electo presidente de la Real Sociedad Española de Historia Natural, (miembro desde 1880), y en 1915, lo reconocen como socio honorario. En diciembre de 1900 es electo académico de la Real Academia de Ciencias Exactas, Físicas y Naturales. Y desde 1915 fue académico de número, en la Real Academia de Medicina.
En ocasión del II centenario del nacimiento de Carlos Linneo, la Universidad de Upsala lo designa, en 1907, Doctor "honoris causa".
- La abreviatura «Lázaro Ibiza» se emplea para indicar a Blas Lázaro Ibiza como autoridad en la descripción y clasificación científica de los vegetales.[3]